# Kris Gray
Kris Gray (* 29. September 1952 in Barking, Großbritannien, als Kristopher Edwin Gray) ist ein britischer Musiker, Plattenproduzent und Autor.

## Biografie
In den frühen 1970er Jahren spielte er in seiner ersten professionelle Band Rico and the Rudies, die sich auflöste, als das namensgebende Bandmitglied Rico beschloss, sich den The Specials und Jools Holland anzuschließen. Mit seiner zweiten Band, Grobbert and Duff, nahm Gray 1972 seine erste Single „I Am I Think“ auf, die zu einem Psychedelic-Klassiker wurde und auf einer Reihe von Psych-Compilations zu finden ist. Sein Album „No Problem“ mit Hard Road wurde 1980 veröffentlicht und enthält sieben Kompositionen von Gray.
Mitte der 1980er Jahre arbeitete Gray mit Glenn Millers Bruder Herb und machte Sessions mit einigen anderen bekannten Künstlern. Etwa zur selben Zeit lernte er Peter Green kennen, der seine für die BBC-Fernsehsendung „After Four“ des Schulfernsehens geschriebene Musik veröffentlicht hatte. Green schloss sich Gray und Peter Bardens von Camel sowie Alan Platt an, um die Musik für die Sendung aufzunehmen. Durch Green lernte Gray Brian Knight kennen. Er trat dessen Band bei und tourte drei Jahre lang mit ihm.
1990 lernte er Chris Farlowe kennen, dessen Album „Waiting in the Wings“ er aufnahm und finanzierte. Dies führte dazu, dass Gray ihn fast 20 Jahre lang managte und sieben Alben und eine 3-CD-Compilation aufnahm. Gray spielte auch den Bass auf seinem letzten Album „Hotel Eingang“. In den nächsten zehn Jahren managte und tourte Gray auch mit Maggie Bell, Cliff Bennett, Norman Beaker und der Edgar Broughton Band, bei der er auch eine Zeit lang Bass spielte. Er holte Ian Hunter als Agent und Tourmanager für drei Jahre zurück in die Live-Szene. Er veröffentlichte auch dessen Album „The Artful Dodger“.
Gray nahm Alben von Jay Tamkin, Steve Diggle, The Sweet, Darrell Bath, Colin Hodgkinson und Tony O’Malley auf und veröffentlichte sie. Er produzierte 2003 den Film The Sweet: Hear and Now. Er tourte als Bassist mit Jay Tamkin und war Tourmanager der Dexys Midnight Runners und Agent von Hundred Seventy Split.
Mit Miller Anderson gründete er eine Band und nahm zwei Alben und ein Live-Doppelset auf – als Bassist, Produzent, Agent und Plattenfirma. Im Jahr 2010 traten die beiden gemeinsam mit Frank Tischer beim Crossroads-Festival im Rockpalast auf. Im Jahr 2012 nahm er als Gray & Wyatt mit Tim Wyatt das Album „Naming the Darkness“ auf.
Nach einer kurzen Tour mit Wyatt begann Gray, Bücher zu schreiben. 2018 schrieb er das Drehbuch, die Soundtrack-Musik und produzierte den Film Borstal von Greenway Entertainment, basierend auf seinem Buch Two's Up, bei dem er auch mitspielte. 2019 schrieb und produzierte Gray Musik für den Kurzfilm „All my love“, bei dem Alex Harrison, der Kameramann bei „Borstal“ war, Regie führte.
Gray veröffentlichte drei Bücher: das biografische Two's Up über seine Zeit in einer Erziehungsanstalt im Jahr 1971, A Mod's Story über die Beat-Generation in Großbritannien und das Kinderbuch The Eye of Baste, das unter dem Titel Das Auge der Bastet auch ins Deutsche übersetzt wurde.
Kris Gray ist verwitwet und hat einen Sohn.

## Diskografie
| Jahr | Artist                 | Album                                     | Label                    | Rolle              |
| ---- | ---------------------- | ----------------------------------------- | ------------------------ | ------------------ |
| 1981 | The Bureau             | And another thing...                      | Delicious Records        | Executive Producer |
| 1981 | Brian Knight           | A dark horse                              | PVK Records              | Label Boss         |
| 1985 | Chris Farlowe          | Out of the Blue                           | Thunderbolt              | Label Boss         |
| 1995 | Chris Farlowe          | As time goes by                           | KEG Productions Ltd.     | Executive Producer |
| 1997 | Golden Carillo         | Back for more                             | Citadel                  | Label Boss         |
| 1997 | Mick Ronson            | Memorial Concert                          | Citadel                  | Label Boss         |
| 1997 | Ian Hunter             | The Artful Dodger                         | Citadel                  | Label Boss         |
| 1998 | Norman Beaker          | The older I get, the better I was         | Citadel                  | Executive Producer |
| 2000 | Cliff Bennett          | Loud and Clear                            | Delicious Records        | Produzent          |
| 2000 | Sabre Jet, Darell Bath | Same old brand new                        | Delicious Records        | Produzent          |
| 2000 | Chris Farlowe          | Glory Bound                               | Delicious Records        | Executive Producer |
| 2002 | The Tremeloes          | The Best of the Tremeloes                 | Delicious Records        | Label Boss         |
| 2002 | The Sweet              | Chronology                                | Delicious Records        | Label Boss         |
| 2002 | The Sweet              | Sweetlife                                 | Delicious Records        | Label Boss         |
| 2002 | Norman Beaker          | Who's calling me him?                     | Delicious Records        | Executive Producer |
| 2002 | Chris Farlowe          | Waiting in the Wings                      | Delicious Records        | Executive Producer |
| 2002 | Chris Farlowe          | The Voice                                 | Delicious Records        | Executive Producer |
| 2003 | Steve Diggle           | Some Reality                              | Delicious Records        | Label Boss         |
| 2003 | Tony O'Malley          | Oh!                                       | Delicious Records        | Label Boss         |
| 2003 | Chris Farlowe          | Farlowe that!                             | Delicious Records        | Executive Producer |
| 2003 | Chris Farlowe          | I'll leave the light on                   | Delicious Records        | Produzent          |
| 2004 | Chris Farlowe          | Rock'n'Roll Soldier - Anthology 1970–2004 | Delicious Records        | Executive Producer |
| 2005 | Chris Farlowe          | Hungry for the Blues                      | United Producers Ltd.    | Executive Producer |
| 2007 | Miller Anderson        | Bluesheart                                | Rokoko Records           | Produzent          |
| 2008 | Chris Farlowe          | Hoteleingang                              | Rokoko Records           | Bass, Produzent    |
| 2008 | Colin Hodgkinson Group | Backdoor Too!                             | Rokoko Records           | Label Boss         |
| 2008 | Miller Anderson        | Chameleon                                 | Rokoko Records           | Bass               |
| 2008 | Jay Tamkin             | Almost Sorted EP                          | Rokoko Records           | Produzent          |
| 2009 | Chris Farlowe          | Born Again                                | Rokoko Records           | Label Boss         |
| 2009 | Jay Tamkin             | Sorted                                    | Wienerworld              | Produzent          |
| 2009 | Miller Anderson        | From Lizard Rock                          | Neo Membran (Sony Music) | Bass               |
| 2009 | Cliff Bennett          | Nearly Retired                            | Wienerworld Presentation | Executive Producer |
| 2011 | Miller Anderson        | Live at Rockpalast 2010                   | MIG                      | Bass               |
| 2011 | Gray & Wyatt           | Naming the Darkness                       | Rokoko Records           | Bass, Produzent    |
| 2011 | Jay Tamkin             | Going out tonight EP                      | Rokoko Records           | Produzent          |